# Fluorid iridičný
Fluorid iridičný je anorganická sloučenina s chemickým vzorcem IrF5. Fluorid iridičný byl poprvé popsán roku 1965 Neilem Bartlettem.

## Příprava
Fluorid iridičný lze připravit reakcí iridia s fluorem při teplotě 350 °C:
2 Ir + 5 F2 → IrF5
Lze jej také připravit redukcí fluoridu iridiového křemíkem, nebo vodíkem ve fluorovodíku:
4 IrF6 + Si → 4 IrF5 + SiF4
2 IrF6 + H2 → 2 IrF5 + 2 HF

## Vlastnosti
Fluorid iridičný je žlutá reaktivní pevná látka, která krystalizuje v monoklinické soustavě. Fluorid iridičný existuje jako tetramer Ir4F20, který se skládá z oktaedricky koordinovaných atomů iridia. Struktura je typu fluoridu osmičného a rutheničného. S fluoridem xenonatým tvoří fluorid iridičný různé sloučeniny v závislosti na poměru fluoridů:
2 XeF2 + IrF5 → [Xe2F3][IrF6]
XeF2 + IrF5 → [XeF][IrF6]
XeF2 + 2 IrF5 → [XeF][Ir2F11]